# De bello Africo
A De bello Africo (latinul, jelentése: Az afrikai háborúról) egy latin nyelvű történeti mű, amely a Caesari-corpus részét képezi. Bár szerzősége máig vitatott, a tudósok elvetették azt a gondolatot, miszerint valóban Iulius Caesar lenne a szerzője. Azért tartozik mégis a Caesari-corpushoz, mert igen sokáig a valóban Caesar által írt művekkel együtt hagyományozódott. Továbbá azért hitték sokáig úgy, hogy a szerzője maga Caesar, mert stílusában és az elbeszélés módjában hasonlít a gall háborúról és polgárháborúról írt műveihez. A mű egy könyvből áll, ami 98 fejezetet tartalmaz. Részletezi a hadvezér afrikai hadjáratát republikánus ellenfeleivel szemben.

## Magyarul
- Caesar utolsó hadjáratai / Az alexandriai háború / Az afrikai háború / A hispániai háború; ford., jegyz., utószó Hoffmann Zsuzsanna; Szukits, Szeged, 1999

## Külső hivatkozások
A mű latin nyelven, online: http://www.thelatinlibrary.com/caesar/bellafr.shtml

## Fordítás
- Ez a szócikk részben vagy egészben  a   De Bello Africo című angol Wikipédia-szócikk ezen változatának fordításán alapul.  Az eredeti cikk szerkesztőit annak laptörténete sorolja fel. Ez a jelzés csupán a megfogalmazás eredetét és a szerzői jogokat jelzi, nem szolgál a cikkben szereplő információk forrásmegjelöléseként.